# Hercegovačka nogometna zona 1965./66.
Hercegovačka nogometna zona  je bila liga trećeg stupnja nogometnog prvenstva Jugoslavije u sezoni 1965./66. 
 Sudjelovalo je 11 klubova, a prvak je bio "Borac" iz Čapljine.

## Ljestvica
| mj. | klub               | ut. | pob. | ner. | por. | gol+ | gol- | bod     |
| --- | ------------------ | --- | ---- | ---- | ---- | ---- | ---- | ------- |
| 1.  | Borac Čapljina     | 20  | 15   | 1    | 4    | 60   | 17   | 31      |
| 2.  | GOŠK Dubrovnik     | 20  | 13   | 2    | 5    | 52   | 21   | 28      |
| 3.  | Lokomotiva Mostar  | 20  | 12   | 3    | 5    | 46   | 24   | 26 (-1) |
| 4.  | Hercegovac Bileća  | 20  | 8    | 5    | 7    | 35   | 28   | 21      |
| 5.  | Željezničar Konjic | 20  | 7    | 6    | 7    | 30   | 41   | 20      |
| 6.  | Troglav Livno      | 20  | 7    | 6    | 7    | 38   | 31   | 18 (-2) |
| 7.  | Mladost Lištica    | 20  | 8    | 2    | 10   | 35   | 49   | 18      |
| 8.  | Iskra Stolac       | 20  | 4    | 7    | 9    | 25   | 39   | 15      |
| 9.  | Velež Nevesinje    | 20  | 6    | 4    | 10   | 25   | 48   | 14 (-2) |
| 10. | Neretvanac Opuzen  | 20  | 4    | 5    | 11   | 30   | 42   | 13      |
| 11. | Budućnost Duvno    | 20  | 3    | 5    | 12   | 20   | 60   | 11      |

- Duvno – tadašnji naziv za Tomislavgrad
- Lištica – tadašnji naziv za Široki Brijeg
- klubovi iz Hrvatske: "GOŠK" Dubrovnik, "Neretvanac"  Opuzen

## Rezultatska križaljka
| kratica | klub               | BOR | BUD | GOŠK | HER | ISK | LOK | MLA | NER | TRO | VEL | ŽELJ |
| --- | ------------------ | --- | --- | ---- | --- | --- | --- | --- | --- | --- | --- | ---- |
| BOR | Borac Čapljina     |     |     | 2:1  |     |     |     |     |     |     |     |      |
| BUD | Budućnost Duvno    |     |     | 1:2  |     |     |     |     |     |     |     |      |
| GOŠK | GOŠK Dubrovnik     | 3:2 | 5:1 |      | 5:2 | 4:0 | 2:2 | 2:1 | 3:0 | 2:0 | 3:0 | 6:0  |
| HER | Hercegovac Bileća  |     |     | 2:1  |     |     |     |     |     |     |     |      |
| ISK | Iskra Stolac       |     |     | 1:2  |     |     |     |     |     |     |     |      |
| LOK | Lokomotiva Mostar  |     |     | 1:0  |     |     |     |     |     |     |     |      |
| MLA | Mladost Lištica    |     |     | 0:4  |     |     |     |     |     |     |     |      |
| NER | Neretvanac Opuzen  |     |     | 2:1  |     |     |     |     |     |     |     |      |
| TRO | Troglav Livno      |     |     | 2:1  |     |     |     |     |     |     |     |      |
| VEL | Velež Nevesinje    |     |     | 0:3  |     |     |     |     |     |     |     |      |
| ŽELJ | Željezničar Konjic |     |     | 2:2  |     |     |     |     |     |     |     |      |
| |                    |     |     |      |     |     |     |     |     |     |     |      |
| podebljan rezultat - utakmice od 1. do 11. kola (1. utakmica između klubova) rezultat normalne debljine - utakmice od 12. do 22. kola (2. utakmica između klubova) rezultat nakošen - nije vidljiv redoslijed odigravanja međusobnih utakmica iz dostupnih izvora rezultat nakošen i smanjen * - iz dostupnih izvora nije uočljiv domaćin susreta prekrižen rezultat - poništena ili brisana utakmica p - utakmica prekinuta 3:0 p.f. / 0:3 p.f. - rezultat 3:0 bez borbe n.i. - nije igrano |                    |     |     |      |     |     |     |     |     |     |     |      |

 Izvori: 